# Aeroportul Alas Leuser
Aeroportul Alas Leuser (IATA: LSR, ICAO: WILD) este un aeroport din Semadam⁠(d), Aceh Tenggara⁠(d), Aceh⁠(d), Indonezia ce deservește zona Kota Kutacane⁠(d).
Situat la o altitudine de 4 m, aeroportul dispune de 1 pistă.

## Infrastructură

### Piste
Aeroportul dispune de o singură pistă. Pista 15/33 are suprafața de asfalt și dimensiunile 1.500 m × 30 m. 